# Nicobar Faculae
Le Nicobar Faculae sono una struttura geologica della superficie di Titano.